# Jeanne de Luxembourg-Saint-Pol
 (août 2021).
Pour l’article homonyme, voir Jeanne de Luxembourg-Saint-Pol (morte en 1407).
Jeanne de Luxembourg, dite la Demoiselle de Luxembourg, morte à Avignon le 18 septembre 1430, fut comtesse de Saint-Pol, de Ligny, en 1430. Elle était fille de Guy, comte de Ligny, et de Mahaut de Châtillon, comtesse de Saint-Pol, et la sœur du cardinal Pierre de Luxembourg.

## Biographie
Elle était le plus proche parent de Philippe de Saint-Pol qui mourut le 4 août 1430 et elle en hérita des deux comtés de Saint-Pol sur Ternoise et de Ligny-en-Barrois. À cette date, elle vivait à Beaurevoir, qui appartenait à son neveu Jean. Jean lui amena Jeanne d'Arc, qu'il avait capturée à Compiègne le 23 mai 1430. La Demoiselle de Luxembourg lui montra de la bonté, et demanda à son neveu de ne pas la vendre aux Anglais. Elle mourut peu après et ses fiefs furent partagés entre ses deux neveux, Pierre, qui devint comte de Saint-Pol, et Jean, qui devint comte de Ligny.
Sa demeure ordinaire avait été le château royal de Fécamp à Pont Sainte Maxence d'où elle se rendait aux offices du chœur de l'abbaye royale du Moncel, du jour et de la nuit par une galerie qui communiquait du château à l'église abbatiale. Elle fut inhumée au milieu du chœur de cette abbaye selon ses volontés.